# Calyx. Sutton under Whitestone Cliffe
Calyx. Sutton under Whitestone Cliffe (abreviado Calyx) es una revista con ilustraciones y descripciones botánicas, que es editada en Inglaterra desde el año 1992.